# Delta Equulei
Delta Equulei (δ Equulei, förkortat Delta Equ, δ Equ) som är stjärnans Bayerbeteckning, är en dubbelstjärna belägen i den norra delen av stjärnbilden Lilla hästen. Den har en kombinerad skenbar magnitud på 4,47, är synlig för blotta ögat där ljusföroreningar ej förekommer och den näst ljusaste stjärnan i stjärnbilden. Baserat på parallaxmätning inom Hipparcosuppdraget på ca 54,9 mas, beräknas den befinna sig på ett avstånd på ca 59 ljusår (ca 18 parsek) från solen.

## Egenskaper
Primärstjärnan Delta Equulei A är en gul till vit stjärna i huvudserien av spektralklass F7 V. Den har en massa som är omkring 20 procent större än solens massa, en radie som är omkring 30 procent större än solens och utsänder från dess fotosfär ca 2,3 gånger mera energi än solen vid en effektiv temperatur på ca 6 200 K. Det råder skilda meningar om de exakta massorna hos dubbelstjärnans båda delar. En studie placerar den större på 1,22 solmassor och den mindre på 1,17, medan en annan lägger dem på 1,66 och 1,593.
William Herschel listade Delta Equulei som en vid dubbelstjärna. Friedrich Georg Wilhelm von Struve visade senare att den var en orelaterad optisk dubbelstjärna. Däremot fann sonen Otto Wilhelm von Struve i samband med uppföljningsobservationer 1852 att separationen av den optiska dubbelstjärnan fortsatte att öka medan Delta Equulei i sig själv såg mera självständigt ut. Han drog då slutsatsen att den är en mycket mer kompakt dubbelstjärna.